# آتمن
آتمَن (سانسکریت: आत्मन्)(آتما) به زبان سانسکریت کلمه‌ای است که به معنای  خود، روح یا جان . در فلسفه هندو به‌خصوص در مکتب ویدانته در هندوئیسم، آتمان برهان حرکت است. به باور هندوها، یک روح واحد کیهانی به نام برهمن وجود دارد. هر موجود زنده یک روح ذاتی (آتمان) و خدایی دارد که با برهمن یکی است. از آن‌جا که موجودات زنده این را درک نمی‌کنند و فریب این تصاویر ناماندگار جهان ظاهری را می‌خورند روح‌های ذاتی افراد در تله بدن‌ها گیر افتاده و نمی‌تواند به برهمن بپیوندد.
تنها زمانی که فرد این یگانگی ارواح (وحدانیت وجود) را کاملاً درک کرد، آتمان می‌تواند از چرخه زایش دوباره و قانون کارما بگریزد و به برهمن جاویدان بپیوندد.